# Trek Nation
Pour plus de détails, voir Fiche technique et Distribution.
Trek Nation est un téléfilm documentaire américain de 2011, réalisé par Scott Colthorp et scénarisé par Jessica Brunetto. Il a été diffusé pour la première fois le 30 novembre 2011 aux États-Unis sur Discovery Science.

## Synopsis
Ce documentaire analyse l'impact qu'a pu avoir Star Trek et son créateur, Gene Roddenberry. À travers le regard de Rod Roddenberry (en), le fils de Gene, ce documentaire donne la parole à des acteurs et techniciens qui ont travaillé sur l'un ou l'une des séries ou films de l'univers Star Trek, à des fans, célèbres ou non…

## Fiche technique
- Réalisateur : Scott Colthorp
- Musique : Brian Langsbard
- Producteurs : Tal Ben-David, Nicole Rittenmeyer, Trevor Roth, Rod Roddenberry (en), Seth Skundrick, Scott Colthorp

## Personnalités intervenant
- Rod Roddenberry (en) : narrateur
- J. J. Abrams
- Stan Lee
- George Lucas
- Ronald D. Moore
- Patrick Stewart
- Rob Zombie
- Peter Diamandis
- Jonathan Frakes
- Seth MacFarlane
- Nichelle Nichols
- France Nuyen
- Marina Sirtis
- Nana Visitor
- Wil Wheaton

## Récompenses
Nominations
- Saturn Award 2012 :
  - Saturn Award du meilleur téléfilm